# Lloydia longiscapa
Lloydia longiscapa är en liljeväxtart som beskrevs av William Jackson Hooker. Lloydia longiscapa ingår i släktet Lloydia och familjen liljeväxter. Inga underarter finns listade.